# تاتسیانا خالادوویچ
تاتسیانا خالادوویچ (بلاروسی: Таццяна Уладзіміраўна Халадовіч؛ زادهٔ ۲۱ ژوئن ۱۹۹۱) پرتاب‌گر نیزه زن اهل بلاروس است.